# ブロニスラフ・フーベルマン
ブロニスラフ・フーベルマン（ブロニスワフ・フーベルマン、ブロニスラフ・フーバーマン、ポーランド語: Bronisław Huberman, 1882年12月19日　チェンストホヴァ - 1947年6月15日あるいは6月16日　ジュネーヴ近郊）は、ポーランド出身のヴァイオリニストで、パレスチナ管弦楽団（後のイスラエル・フィルハーモニー管弦楽団）の創設者の一人。

## 経歴

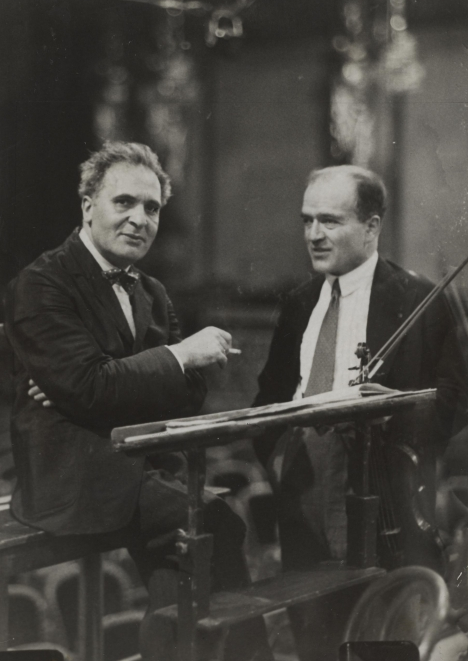
フーベルマン（右）と指揮者ブルーノ・ワルター(1935年 ウィーン楽友協会大ホール)

ポーランド南部のチェンストホヴァに生まれる。6歳でワルシャワ音楽院でミハロヴィッチやロット、ローゼンらの教育を受け、1892年（9歳）からベルリンに行き、ヨアヒム（実質はヨアヒム門下のカール・マルケス）と、シャルル・グレゴロヴィッチの指導を短期間受けた。
1895年1月、ウィーンで行われた大歌手アデリーナ・パッティの決別演奏会で大成功を収める。翌年フランクフルトのフーゴー・ヘールマンに師事し、パリで2～3度マルタン・ピエール・マルシックの指導を受けたという。
翌年1896年には齢13歳でウィーンのムジークフェラインザールにてブラームスの前で彼のヴァイオリン協奏曲を演奏、作曲者をいたく感動させた。演奏終了後、カデンツァの途中で湧き起こった聴衆の拍手に動揺してうまく弾けなかったと言って詫びるフーベルマンに対し、ブラームスは「そんなに美しく演奏するからさ」と慰め、「Br.フーベルマンへ　1896年2月1日のウィーンと、感謝に満ちた彼の聴き手であるJ.ブラームスを親しく思い出してくれることを願って」とサインした自らの肖像画を贈るとともに、ヴァイオリンとオーケストラのための幻想曲を作曲することを約束したという。この約束はブラームスの死により果たされなかったが、これにより、フーベルマンはヨーロッパ音楽界の寵児となる。同年にはアメリカを演奏旅行する。
1902年までと第一次世界大戦での演奏中断期をはさんで、ベルリンを本拠にヨーロッパにおいて活躍していたが、1933年、ナチスの政権獲得とともに抗議キャンペーンを開始。1920年代はベルリンを本拠にして活動していたが、ナチスの台頭に伴いドイツを離れた。
その一方で1936年、若いユダヤ人亡命音楽家を集めてパレスチナ管弦楽団を結成（1948年にイスラエル・フィルハーモニー管弦楽団と改称）。かねてから敬愛していたアルトゥーロ・トスカニーニを最初のコンサートの指揮者として迎えた（この初演奏会には、フーベルマン自身は、自分の売名行為であることを避けるため、出演を辞退している）。しかし、その翌年の1937年に、演奏旅行先のジャワ島の空港で飛行機事故に巻き込まれ両腕を負傷。一時は再起不能説も出たが、不屈の精神で復帰を果たし、戦時中はアメリカで演奏活動を行った。
第二次世界大戦中から1946年までアメリカで過ごし、その後ヨーロッパ楽壇にも復帰したが健康を害し、ジュネーヴ近郊に没した。臨終の地については、コルジェ＝シュル＝ヴヴェともナンともされる。

## 評価
フーベルマンのヴァイオリン演奏は当時の並み居るヴァイオリニストの中でも特に個性的なもので、カール・フレッシュらの正統派ヴァイオリニストから異端視されてきたが、その強烈な個性をもって訴えかける音楽は、特に東欧とドイツ圏において絶大な人気を博した。第二次世界大戦後ほどなくして亡くなったこともあり、ステレオ録音のような高音質の録音は残っていないが、SPレコードやライブで遺された録音を通じて、今も多くのファンの心を捉えてやまない。彼のテクニックはすっきりとした香りのある音色を基調とし、飛び跳ねるような固めのスピッカート、大きく幅をとりゆっくりとしたヴィブラート、艶かしいポルタメント、フラウタンドなどを駆使して、その音楽の表情は自在に千変万化した。フーベルマンはヤッシャ・ハイフェッツに比肩するほどのヴィルトゥオーゾであり、パガニーニ、チャイコフスキー、ラロ、ヴィエニャフスキ、サラサーテなどの技巧曲を得意にしたのは言うまでもないが、同時にバッハ、ベートーヴェン、ブラームスなどの深い精神性を必要とする音楽も他の追随を許さなかった。それは弟子であるヘンリク・シェリングに引き継がれているといえる。
最晩年のブラームスはフーベルマンに新作の献呈を約束していたが、すでにガン性の肝硬変が進行しており、実現できなかった。しかし、奇しくもブラームスの没年に生まれたコルンゴルトは、フーベルマンのために自作の劇音楽『空騒ぎ』作品14からヴァイオリン組曲を編んだだけでなく、フーベルマンの依嘱に応じてヴァイオリン協奏曲を作曲した（しかし協奏曲は、アルマ・マーラー＝ヴェルフェルに献呈されている）。コルンゴルトの協奏曲における数々の超絶技巧は、結局ハイフェッツの録音により知らしめられたが、実際はフーベルマンのテクニックを想定して書かれているのである。この協奏曲の初演権は、当然フーベルマンに与えられたが、フーベルマンがハイフェッツのリハーサルを耳にして断念、権利をハイフェッツに譲ったとの逸話が伝えられている。ハヴァーガル・ブライアンのヴァイオリン協奏曲もフーベルマンの演奏を想定して作曲されたが、フーベルマンが演奏することはついになかった。

## 代表的な演奏
SPに吹き込んだチャイコフスキーのヴァイオリン協奏曲が最も有名。しかし、カットが多い。ラロのスペイン交響曲や、フリードマンとの協演によるベートーヴェンのクロイツェルソナタもSP時代の名盤として評価が高い。晩年のライブ録音では、ルバイキンとのコンビによるシューベルトのグランド・ファンタジアや、ロジンスキー指揮・フィルハーモニアオーケストラとのブラームスのヴァイオリン協奏曲が名演として知られている。